# Zentralverband der Deutschen Geflügelwirtschaft
Der Zentralverband der Deutschen Geflügelwirtschaft e.V. (ZDG) vertritt als Dachorganisation die Interessen der deutschen Geflügelwirtschaft auf Bundes- und EU-Ebene gegenüber politischen und amtlichen sowie berufsständischen Organisationen, der Öffentlichkeit und dem Ausland. 

## Geschichte
Bereits 1896 wurde der Club Deutscher Geflügelhalter gegründet, der in den 1950er Jahren in Verband Deutscher Wirtschaftsgeflügelzüchter umbenannt wurde.  Um eine Straffung im gesamten Bereich der deutschen Geflügelwirtschaft in fachlicher, organisatorischer und finanzieller Hinsicht zu erreichen, fand 1967 die konstituierende Sitzung des Zentralverbandes der Deutschen Geflügelwirtschaft e.V. (ZDG) statt. Der ZDG ist Mitglied im Dachverband Arbeitsgemeinschaft Deutscher Tierzüchter.

## Mitgliedsverbände
Die rund 8000 Mitglieder des ZDG sind organisiert in
- Bundesverband bäuerlicher Hähnchenerzeuger e.V.
- Bundesverband der Geflügelschlachtereien e.V.
- Bundesverband Deutsches Ei e.V.
- Verband Deutscher Putenerzeuger e.V.
- Bundesverband Bäuerliche Gänsehaltung e.V.
- 13 Landesverbände als regionale Interessenvertretung
- 25 Direktmitglieder aus dem Umfeld der Geflügelerzeuger

## Aufgaben
Der ZDG unterhält folgende Fachbereiche:
- Fachbereich Legehennenhaltung; vertreten durch den Bundesverband Deutsches Ei e.V.
- Fachbereich Hähnchenerzeugung; vertreten durch den Bundesverband bäuerlicher Hähnchenerzeuger e.V.
- Fachbereich Geflügelschlachtereien; vertreten durch den Bundesverband der Geflügelschlachtereien e.V.
- Fachbereich Putenerzeugung; vertreten durch den Verband Deutscher Putenerzeuger e.V.
- Fachbereich Gänseerzeugung; vertreten durch den Bundesverband Bäuerliche Gänsehaltung e.V.

Mit dem Newsletter informiert der ZDG über seine Arbeit.